# Renee Diaz
Renee Diaz (Henderson, Nevada; 8 de diciembre de 1984) es una actriz pornográfica y modelo erótica estadounidense. Fue Pet of the Month de la revista Penthouse en noviembre de 2005.

## Filmografía parcial
- Dark Flame (2008)
- A Capella (2007)
- Carmen & Ava (2007)
- Fem Staccato 9 (2007)
- House Of Pérez (2007)